# Звёздные войны: Повстанцы
«Звёздные во́йны: Повста́нцы» (англ. Star Wars Rebels) — американский трёхмерный анимационный сериал 2014 года по вселенной «Звёздных войн», созданный компаниями Lucasfilm и Lucasfilm Animation. Действие сериала происходит в течение 4-х лет до событий фильма «Звёздные войны. Эпизод IV: Новая надежда» В этот же временной отрезок происходят события игрового сериaлa «Андор» (2022—2025). События двух сериалов частично пересекаются и влияют друг на друга.
3 октября 2014 года прошла премьера 43-минутного фильма «Звёздные войны: Повстанцы. Искра мятежа» (англ. Star Wars Rebels: Spark of Rebellion) на Disney Channel, 13 октября — на Disney XD, а в России — 26 декабря.

## Сюжет
| Сезон | Серии | Серии | Даты показа      | Даты показа     |
| Сезон | Серии | Серии | Первая серия     | Последняя серия |
| ----- | ----- | ----- | ---------------- | --------------- |
| КМ    | 4     | 4     | 11 августа 2014  | 1 сентября 2014 |
| 1     | 15    | 15    | 3 октября 2014   | 2 марта 2015    |
| 2     | 22    | 22    | 20 июня 2015     | 30 марта 2016   |
| 3     | 22    | 22    | 24 сентября 2016 | 25 марта 2017   |
| 4     | 16    | 16    | 16 октября 2017  | 5 марта 2018    |

События сериала происходят во время расцвета Империи, в течение 5 лет до начала Оригинальной трилогии. Имперские войска и охотники за джедаями (инквизиторы) выслеживают последних рыцарей-джедаев и возникающие на Внешнем Кольце ячейки повстанцев.
Сериал повествует о небольшой группе повстанцев с планеты Лотал, живущих на космическом корабле «Призрак» и борющихся за свободу против зловещей Галактической Империи. Членами команды являются: 14-летний (после серии «День Империи» 15-летний, а на момент событий 4 сезона уже 18-летний) юный воришка-сирота Эзра Бриджер, обучающийся использовать Силу у своего учителя Кэнана Джарруса, капитана команды; пилот «Призрака» Гера Синдулла из расы тви’леков; мускулы команды Зеб Оррелиос из почти уничтоженной расы ласатов, убитых имперскими войсками во главе с агентом Александром Каллусом при падении Ласана; эксперт по взрывчатке с планеты Мандалор и бывший имперский кадет Сабин Врен; сварливый астродроид C1-10P по прозвищу Чоппер. Своими действиями команда поможет зарождению Альянса Повстанцев с целью возрождения Галактической Республики и восстановления демократической власти.

## Персонажи
21 июня 2014 в Dorling Kindersley вышел «Звёздные войны: Повстанцы: Путеводитель». В нём собрана вся основная информация о персонажах из сериала.
Главными героями сериала являются члены команды корабля «Призрак»: капитан команды и джедай Кэнан Джаррус (героически погиб в 4 сезоне), юный джедай Эзра Бриджер (пропал без вести в финале 4 сезона), владелица и пилот корабля Гера Синдулла (в конце 4 сезона родила сына, Джейсена Синдуллу), ласат Гаразеб (Зеб) Оррелиос, эксперт-взрывотехник Сабин Врен (покинула команду в 3 сезоне, но вернулась обратно в 4 сезоне) и сварливый астродроид C1-10P «Чоппер».
Антагонистами выступают: охотник на джедаев — Гранд-Инквизитор (погиб в финале 1 сезона), агент Бюро Имперской Безопасности Александр Каллус (завербован Гаразебом Оррелиозом во 2 сезоне, в 3 сезоне стал повстанческим агентом «Фалкрамом» вместо пропавшей во время миссии на Мэлакоре Асоки Тано, окончательно перешёл на сторону повстанцев в 4 сезоне), посланник планеты Лотал Макет Туа (убита во 2 сезоне), адмирал Кассиус Константин (убит в 3 сезоне), два инквизитора по прозвищу «Пятый брат» и «Седьмая сестра» (убиты во 2 сезоне бывшим лордом ситхов Молом на Мэлакоре), Губернатор Лотала Аринда Прайс (погибла в финале 4 сезона).
Так же в сериале эпизодически присутствуют легендарные герои саги, такие как Дарт Вейдер/Энакин Скайуокер (умер в VI эпизоде), Дарт Сидиус (окончательно умер в IX эпизоде), Оби-Ван Кеноби (слился с Силой в IV эпизоде), Йода (слился с Силой в VI эпизоде), Лэндо Калриссиан, Лея Органа (слилась с Силой в IX эпизоде), C-3PO, R2-D2, Хондо Онака, гранд-адмирал Траун (пропал без вести в финале 4 сезона), гранд-мофф Уилхафф Таркин (погиб в IV эпизоде), Ведж Антиллес, капитан Рекс, Асока Тано (пропала во 2 сезоне, но вернулась в конце 4 сезона) и бывший лорд ситхов Мол (умер в 3 сезоне от рук Оби-Вана Кеноби).

## В ролях
Примечание: 1) выделенное  курсивным  шрифтом — позывные или номера персонажей. 2) Персонажи-животные и дроиды, не обладающие возможностью говорить, не вписываются.
| Персонаж                            | Первое появление персонажа                      | Актёр озвучивания                   | Второй голос у персонажей                  |
| ----------------------------------- | ----------------------------------------------- | ----------------------------------- | ------------------------------------------ |
| Эзра Бриджер «Фантом-6»             | 01 серия                                        | Тейлор Грей                         | Нет                                        |
| Кэнан Джаррус/Калеб Дьюм «Фантом-1» | 01 серия                                        | Фредди Принц (младший)              | Нет                                        |
| Гера Синдулла «Фантом-2»            | 01 серия                                        | Ванесса Маршалл                     | Нет                                        |
| Сабин Врен «Фантом-5»               | 02 серия                                        | Тия Сиркар                          | Нет                                        |
| Гаразеб (Зеб) Оррелиос «Фантом-4»   | 03 серия                                        | Стивен Блюм                         | Нет                                        |
| Алтон Кастл                         | 09 серия (голос), 17 серия (голограмма)         | Стивен Блюм                         | Нет                                        |
| Амда Вабо                           | 07 серия                                        | Стивен Блюм                         | Нет                                        |
| Бейл Органа                         | 07 серия                                        | Фил Ламарр                          | Нет                                        |
| C-3PO                               | 07 серия                                        | Энтони Дениэлс                      | Нет                                        |
| RX-24                               | 07 серия                                        | Пол Рубенс                          | Нет                                        |
| Макет Туа                           | 02 серия                                        | Кэт Суси                            | Нет                                        |
| Майра Бриджер                       | 13 серия (изображение), 30 серия (видение Эзры) | Кэт Суси                            | Нет                                        |
| Александр Каллус «Фалкрам 2»        | 05 серия                                        | Дэвид Ойелово                       | Нет                                        |
| Камберлейн Ареско                   | 05 серия                                        | Дэвид Шонесси                       | Нет                                        |
| Майлс Гринт                         | 05 серия                                        | Дэвид Шонесси                       | Нет                                        |
| Цикатро Визаго                      | 05 серия                                        | Кит Шарабайка                       | Нет                                        |
| Йогар Лист                          | 05 серия                                        | Лайам О’Брайен                      | Нет                                        |
| Морад Сумар                         | 08 серия                                        | Лайам О’Брайен                      | Нет                                        |
| Марида Сумар                        | 08 серия                                        | Ванесса Маршалл                     | Нет                                        |
| Дарт Вейдер/Энакин Скайуокер        | 05 серия (голограмма), 19 серия                 | Джеймс Эрл Джонс (Дарт Вейдер)      | Мэтт Лантер (Энакин Скайуокер)             |
| Оби-Ван Кеноби                      | 06 серия (голограмма), 61 серия                 | Джеймс Арнольд Тэйлор (в молодости) | Стефан Стэнтон (в старости)                |
| Гранд-Инквизитор                    | 05 серия                                        | Джейсон Айзекс                      | Нет                                        |
| Барон Вален Рудор                   | 03 серия                                        | Брент Спайнер                       | Грег Эллис (4 серия), Джонни Рис (4 сезон) |
| Галл Трайвис                        | 16 серия                                        | Брент Спайнер                       | Нет                                        |
| Зар Леонис                          | 10 серия                                        | Брайтон Джеймс                      | Нет                                        |
| Олег Назрос                         | 10 серия                                        | Эрик Лопез                          | Нет                                        |
| Джай Келл                           | 10 серия                                        | Данте Баско                         | Нет                                        |
| Лэндо Калриссиан                    | 15 серия                                        | Билли Ди Уильямс                    | Нет                                        |
| Азмориган                           | 15 серия                                        | Джеймс Хонг                         | Нет                                        |
| Асока Тано «Фалкрам»                | 19 серия                                        | Эшли Экштейн                        | Нет                                        |
| Лейтенант Дайсер «Феникс-6»         | 39 серия                                        | Эшли Экштейн                        | Нет                                        |
| Тсибо                               | 12 серия                                        | Питер Макникол                      | Нет                                        |
| Старый Джо                          | 12 серия                                        | Ди Брэдли Бейкер                    | Нет                                        |
| Эфраим Бриджер                      | 13 серия (изображение), 30 серия (видение Эзры) | Ди Брэдли Бейкер                    | Нет                                        |
| Кассиус Константин                  | 13 серия                                        | Ди Брэдли Бейкер                    | Нет                                        |
| Капитан Рекс «CT-7567»              | 22 серия                                        | Ди Брэдли Бейкер                    | Нет                                        |
| Командир Вольф «CC-3636»            | 22 серия                                        | Ди Брэдли Бейкер                    | Нет                                        |
| Капитан Грегор «CC-5576-39»         | 22 серия                                        | Ди Брэдли Бейкер                    | Нет                                        |
| Пайпи                               | 29 серия                                        | Ди Брэдли Бейкер                    | Нет                                        |
| «Феникс-3»                          | 21 серия                                        | Ди Брэдли Бейкер                    | Дэйв Филони (32 серия)                     |
| W1-LE «Уилли»                       | 21 серия                                        | Сэм Уитвер                          | Нет                                        |
| Йода                                | 14 серия (голос), 37 серия                      | Фрэнк Оз                            | Нет                                        |
| Уилхафф Таркин                      | 17 серия                                        | Стефан Стэнтон                      | Нет                                        |
| AP-5                                | 38 серия                                        | Стефан Стэнтон                      | Нет                                        |
| Дарт Сидиус                         | 21 серия (голос, но не видно голограммы)        | Сэм Уитвер                          | Иэн Макдермид (4 сезон)                    |
| Джун Сато                           | 20 серия                                        | Кион Янг                            | Нет                                        |
| «Феникс-1»                          | 20 серия                                        | Мэттью Вуд                          | Нет                                        |
| Пятый брат                          | 24 серия                                        | Филипп Энтони-Родригез              | Нет                                        |
| Седьмая сестра                      | 24 серия                                        | Сара Мишель Геллар                  | Нет                                        |
| Хондо Онака                         | 25 серия                                        | Джим Каммингс                       | Нет                                        |
| Терба                               | 42 серия                                        | Джим Каммингс                       | Нет                                        |
| Куорри                              | 26 серия                                        | Кори Бёртон                         | Нет                                        |
| Иш Фам                              | 26 серия                                        | Кори Бёртон                         | Нет                                        |
| Гоби Гли                            | 35 серия                                        | Кори Бёртон                         | Нет                                        |
| Чам Синдулла                        | 35 серия                                        | Робин Аткин Даунс                   | Нет                                        |
| Нума                                | 35 серия                                        | Кэтрин Тэйбер                       | Нет                                        |
| «Феникс-2» (3)                      | 35 серия                                        | Кэтрин Тэйбер                       | Нет                                        |
| Кетсу Онио                          | 27 серия                                        | Джина Торрес                        | Нет                                        |
| Бром Титус                          | 28 серия                                        | Дерек Патридж                       | Нет                                        |
| Дарья                               | 29 серия                                        | Грей Делайл                         | Нет                                        |
| Ура                                 | 29 серия                                        | Грей Делайл                         | Нет                                        |
| Чава Мудрая                         | 33 серия                                        | Грей Делайл                         | Нет                                        |
| Грон                                | 33 серия                                        | Гэри Энтони Уильямс                 | Нет                                        |
| Райдер Азади                        | 30 серия                                        | Клэнси Браун                        | Нет                                        |
| Лея Органа                          | 31 серия                                        | Джули Долан                         | Нет                                        |
| Дарт Мол                            | 40 серия                                        | Сэм Уитвер                          | Нет                                        |
| Фенн Рау                            | 32 серия                                        | Кевин МакКидд                       | Нет                                        |
| Юсшин                               | 34 серия                                        | Фред Татаскиор                      | Нет                                        |
| Восьмой брат                        | 40 серия                                        | Роберт Дэймонд Ховард               | Нет                                        |
| Сущность                            | 41 серия (голос)                                | Ника Футтерман                      | Нет                                        |
| «Феникс-4»                          | 32 серия                                        | Ванесса Маршалл                     | Нет                                        |
| «Феникс-2» (2)                      | 32 серия                                        | Стивен Блюм                         | Нет                                        |
| «Феникс-2» (4)                      | 39 серия                                        | Стивен Блюм                         | Нет                                        |
| Командир Феникса                    | 26 серия                                        | Стивен Блюм                         | Нет                                        |
| Траун                               | 42 серия                                        | Ларс Миккельсен                     | Нет                                        |
| Аринда Прайс                        | 42 серия                                        | Мэри Элизабет Макглинн              | Нет                                        |
| Бенду                               | 42 серия                                        | Том Бейкер                          | Нет                                        |
| Мелх                                | 42 серия                                        | Ди Брэдли Бейкер                    | Нет                                        |
| Дерек «Хобби» Кливиан               | 45 серия                                        | Тревор Девалл                       | Нет                                        |
| Ведж Антиллес                       | 45 серия                                        | Натан Кресс                         | Нет                                        |
| Вальт Скеррис                       | 45 серия                                        | Марио Верназза                      | Нет                                        |
| Аргин Релик                         | 45 серия                                        | Кори Бёртон                         | Нет                                        |
| Рейк Гари                           | 45 серия                                        | Кори Бёртон                         | Нет                                        |
| Капитан Слейвин                     | 46 серия                                        | Эндре Соглиуззо                     | Нет                                        |
| Калани                              | 47 серия                                        | Грегг Бергер                        | Нет                                        |
| Гар Саксон                          | 48 серия                                        | Рэй Стивенсон                       | Нет                                        |
| Март Маттин                         | 49 серия                                        | Закари Гордон                       | Нет                                        |
| Джоннер Джин                        | 49 серия                                        | Эрик Лопез                          | Нет                                        |
| Гути Терез                          | 49 серия                                        | Мередит Энн Булл                    | Нет                                        |
| Первый призрак Сестры Ночи (Кэнан)  | 52 серия                                        | Мередит Селенджер                   | Нет                                        |
| Второй призрак Сестры Ночи (Сабин)  | 52 серия                                        | Анна Грэйвс                         | Нет                                        |
| Со Геррера                          | 53 серия                                        | Форест Уитакер                      | Нет                                        |
| Клик-Клак                           | 53 серия                                        | Мэттью Вуд                          | Нет                                        |
| Брансон                             | 54 серия                                        | Лесли Л.Миллер                      | Нет                                        |
| Вольдар                             | 54 серия                                        | Стивен Блюм                         | Нет                                        |
| EXD-9                               | 55 серия                                        | Дэвид Акорд                         | Нет                                        |
| Тристан Врен                        | 57 серия                                        | Ритеш Раджан                        | Нет                                        |
| Урса Врен                           | 57 серия                                        | Шармила Девар                       | Нет                                        |
| Вуллф Юларен                        | 58 серия                                        | Том Кейн                            | Нет                                        |
| Мон Мотма                           | 59 серия                                        | Женевьев О’Райли                    | Нет                                        |
| Джон Вандер «Золотой-лидер»         | 59 серия                                        | Юрий Ловенталь                      | Нет                                        |
| Эрскин Семаж                        | 59 серия                                        | Джош Бренер                         | Нет                                        |
| «Золотой-два»                       | 59 серия                                        | Мэри Элизабет Макглинн              | Нет                                        |
| Тайсон «Золотой-три»                | 59 серия                                        | Фил Ламарр                          | Нет                                        |
| «Золотой-четыре»                    | 59 серия                                        | Ди Брэдли Бейкер                    | Нет                                        |
| «Золотой-пять»                      | 59 серия                                        | Бонни Вайлд                         | Нет                                        |
| LT-319                              | 60 серия                                        | Джош Гад                            | Нет                                        |
| 3-9                                 | 60 серия                                        | Стефан Стэнтон                      | Нет                                        |
| PZ-7                                | 60 серия                                        | Ванесса Маршалл                     | Нет                                        |
| Люк Скайуокер                       | 61 серия                                        | Нет                                 | Нет                                        |
| Беру Ларс                           | 61 серия                                        | Шелла Фрейзер (из архивов)          | Нет                                        |
| Бо-Катан Краиз                      | 64 серия                                        | Кэти Сакхофф                        | Нет                                        |
| Олрик Врен                          | 64 серия                                        | Кэри-Хироюки Тагава                 | Нет                                        |
| Тайбер Саксон                       | 64 серия                                        | Тобайас Мензис                      | Нет                                        |
| Харк                                | 64 серия                                        | Эндрю Кишино                        | Нет                                        |
| DT-F16                              | 67 серия                                        | Дженнифер Хейл                      | Нет                                        |
| Мич Матт                            | 67 серия                                        | Дэвид Шонесси                       | Нет                                        |
| Капитан Веллс                       | 67 серия                                        | Дэвид Шонесси                       | Нет                                        |
| Эдрио «Две трубы»                   | 66 серия                                        | Дэвид Акорд                         | Нет                                        |
| DT-L21                              | 68 серия                                        | Стивен Блюм                         | Нет                                        |
| Рух                                 | 70 серия                                        | Уорик Дэвис                         | Нет                                        |
| Сивор «Капитан 93-94»               | 71 серия                                        | Сет Грин                            | Нет                                        |
| Проч                                | 71 серия                                        | Клэнси Браун                        | Нет                                        |
| Дюк «Феникс-5»                      | 72 серия                                        | Фредди Принц (младший)              | Нет                                        |
| Клит «Феникс-6»                     | 72 серия                                        | Анна Грэйвс                         | Нет                                        |
| Верис Хейден                        | 75 серия                                        | Малкольм Макдауэлл                  | Нет                                        |
| Джейсен Синдулла «Фантом-7»         | 79 серия                                        | Нет                                 | Нет                                        |

## Дубляж
| Актёр озвучивания                                           | Персонажи                                             |
| ----------------------------------------------------------- | ----------------------------------------------------- |
| Иван Чабан                                                  | Эзра Бриджер                                          |
| Олег Фёдоров                                                | Кэнан Джарус                                          |
| Мария Цветкова-Овсянникова                                  | Гера Синдулла                                         |
| Виктория Слуцкая (1-2 сезон) Василиса Ручимская (3-4 сезон) | Сабин Врен                                            |
| Олег Белов                                                  | Гаразеб (Зеб) Оррелиос                                |
| Владимир Маслаков                                           | Агент Каллус                                          |
| Борис Хасанов                                               | Штурмовики Капитан Рекс Командир Вольф Капитан Грегор |
| Эльвира Ишмуратова                                          | Асока Тано                                            |
| Станислав Концевич                                          | Гранд-инквизитор Цикатро Визаго                       |
| Дмитрий Стрелков                                            | Гранд-Адмирал Траун                                   |
| Регина Щукина                                               | Губернатор Прайс                                      |
| Давид Бродский                                              | Командор Джун Сато Фенн Рау                           |
| Станислав Войнич                                            | Ареско Адмирал Константин Восьмой Брат                |
| Алексей Макрецкий                                           | Гринт Пятый Брат Со Геррера                           |
| Ольга Вечерик                                               | Седьмая Сестра Кетсу Онийо                            |
| Анатолий Дубанов                                            | Губернатор Таркин Генерал Додона                      |
| Валентин Морозов                                            | Хондо Онака Бен Кеноби Советник Хайден                |
| Андрей Пирог                                                | AP-5 Бенду                                            |
| Марина Гладкая                                              | Макет Туа                                             |
| Андрей Тенетко                                              | Бейл Органа Мол (серия «Солнца-близнецы»)             |
| Наталья Бурмистрова                                         | Мон Мотма                                             |
| Андрей Титков                                               | Дарт Вейдер                                           |
| Андрей Шамин                                                | Мол                                                   |
| Борис Смолкин                                               | Йода                                                  |
| Валерий Кухарешин                                           | C-3PO                                                 |
| Андрей Зайцев                                               | Энакин Скайуокер                                      |
| Евгений Иванов                                              | Оби-Ван Кеноби                                        |
| Артем Дмитриев                                              | Лэндо Калриссиан                                      |

## Эпизоды
До премьеры фильма «Искра мятежа» на Disney Channel вышли 4 короткометражки, в которых были показаны герои сериала.
2 октября 2014 года сериал был продлён на 2 сезон.
С 3 октября 2014 года по 2 марта 2015 года в эфире прошёл 1 сезон, состоящий из 14 серий.
В России премьера 1 сезона сериала началась 30 января 2015 года, спустя 5 недель после премьеры фильма Искра мятежа (26.12.2014), а закончилась 22 мая 2015 года.
20 июня 2015 года на Disney XD вышел фильм «Звёздные войны: Повстанцы. Осада Лотала».
Премьера 2 сезона шла с 14 октября 2015 года по 30 марта 2016 года на Disney XD, а в России — с 5 февраля по 17 июня 2016 года.
3 сезон транслировался на Disney XD с 24 сентября 2016 года по 25 марта 2017 года со старта фильма «Звёздные войны: Повстанцы. Шаги во тьму». В России премьера 3 сезон показывали с 17 февраля по 4 мая 2017 года.
3 марта 2017 года сериал был продлён на 4 сезон, который будет последним.
16 октября 2017 года стартовал 4 сезон. Он показывался в России со 2 по 25 апреля 2018 года.

## Критика
На сайте Metacritic сериал получил 78 из 100 баллов, основываясь на 4 отзывах, указав «В целом благоприятность отзывов» IGN и Variety особо похвалили за пилотный фильм «Искра мятежа», единственной их критикой была плохая рисовка расы вуки.
Портал film.ru отметил довольно удачную пилотную серию, указав на схожесть «Повстанцев» с сериалом «Светлячок». Оценка пилотной серии — 8/10.
Однако средний рейтинг со стороны зрителей в российском сегменте интернета оказался не столь благосклонным, на сайте Кинопоиск сериал был оценён зрителями неоднозначно, едва половина зрителей отметили, что им понравился мультсериал, остальные раскритиковали его за скучность и сильную упрощённость сюжета, слабость и невыразительность батальных сцен, а также слабым показом политической стороной конфликта в сравнении с Войнами клонов (это не учитывая нейтральные отзывы, которые также раскритиковали данный мультсериал по тем же причинам, а также обвинили Дисней в халатности и паразитировании на знаменитой франшизе).
Не смотря на это, сериал высоко оценен в западном сегменте интернета. Среднее арифметическое от отзывов 40 тысяч зрителей на IMDb — 8/10.